# The Westin Leipzig
Das Hotel The Westin Leipzig gehört mit 96 Metern Gebäudehöhe zu den höchsten Bauwerken in Leipzig. Das für den DDR-Hotelbetreiber Interhotel als Hotel Merkur erbaute Haus gehörte seit 2003 zur Starwood-Hotelkette, seit der Übernahme nunmehr zur Marriott-Gruppe. Es hat 436 Zimmer auf 27 Etagen, davon 17 Gäste- und 3 Büroetagen. In der 4. Etage befinden sich ein Schwimmbecken und ein Wellnessbereich. Im Gebäude befinden sich die Restaurants Gusto, Brühl sowie die Bar/Lounge Shinto.

## Planung und Bau
In der Konzeption für die Leipziger Messe von 1971 war der Neubau von weiteren Hotels für Messebesucher aus dem Ausland eine vorrangige Aufgabe. Die Stadtplaner aus dem Büro des Chefarchitekten der Stadt Leipzig hatten mehrere Standorte untersucht und vorgeschlagen. Aber es kam anders. Der Entwurf der Architekten der Kajima Corporation aus Tokio war schon fertig, in Leipzig musste nur das geeignete Grundstück dafür gesucht und zur Verfügung gestellt werden. So wurde ein Standort gewählt, der vorher nicht für eine Hochhausdominante vorgesehen war.
Der Vertrag zum Bau des Fünf-Sterne-Hotels wurde 1978 zwischen dem DDR-Außenhandelsunternehmen Limex und der Japan GDR Project Company unterschrieben. Kajima übernahm die Projektierung und die Ausführung. Die Kosten für den Bau betrugen 16,1 Mrd. japanische Yen. Das entsprach bei einem am 1. Januar 1981 an internationalen Devisenmärkten gehandelten Durchschnitts-Wechselkurs etwa 157 Millionen D-Mark. Im September 1978 war die Grundsteinlegung. Die gesamten Betonfertigteile, die für den Bau der Außenfassaden nötig waren, wurden aus West-Berlin angeliefert. Am 31. Januar 1981 übergab Kajima das Importobjekt an die Vereinigung Interhotel.

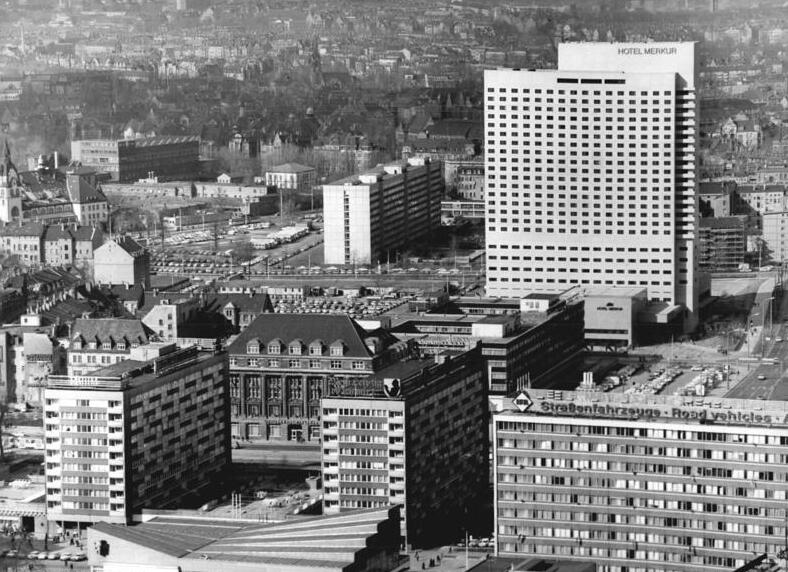
Hotel Merkur (1981)

Am 13. März 1981 folgte zeitgleich mit der Eröffnung der Leipziger Frühjahrsmesse auch die Eröffnung des Hauses unter dem Namen Hotel Merkur. Anwesend waren neben Ministern und Staatssekretären der DDR etwa 100 Vertreter der japanischen Wirtschaft.
Ausführendes Bauunternehmen (Rohbau) war die Dyckerhoff & Widmann AG (DYWIDAG-Niederlassung-Berlin/West), die auch die Betonfertigteile aus Westberlin hatte anliefern lassen. Die Lift-Montage wurde von einem japanischen Unternehmen ausgeführt. Heizung-Klima-Sanitär übernahm das Unternehmen AB Svenska Fläktfabriken aus Schweden. Am Bau waren vom Innenausbau bis hin zur Flachdachabdichtung (VEB Spezialbau Magdeburg) sowie Bauklempnerei (Blechner-Flaschnerarbeiten) Betriebe der DDR beteiligt. Wie bei solchen repräsentativen Projekten üblich, wurde das Hotel mit Werken namhafter bildender Künstler und Kunsthandwerker der DDR ausgestattet.

## Geschichte des Hotels
Zu seiner Eröffnung verfügte das Hotel Merkur über 447 klimatisierte Zimmer und Appartements mit 700 Betten, zwölf Restaurants, Bars und Clubs mit insgesamt 800 Plätzen – darunter mit dem Nationalitätenrestaurant „Sakura“, das nach einem Restaurant in Suhl zweite japanische Restaurant der DDR – sowie fünf Salons und ein Bankett- und Kongresszentrum mit 265 Plätzen. Das Hotel beschäftigte 740 Mitarbeiter, davon 110 im Intershop. Zum Hotel gehörten 15 hauseigene Fahrzeuge der Marken Wartburg, Lada und Volvo. Außerdem befand sich im Hotel eine eigene Pass- und Visastelle.
Im Januar 1987 tagte der 15. Internistenkongress im Hotel, im April der Internationale Kongress der Anatomischen Gesellschaft; im September desselben Jahres der 23. Jahrestag der Europäischen Gesellschaft zum Studium des Diabetes. Am 8. März 1990 öffnete das erste Spielkasino Leipzigs (nach der politischen Wende) im Hotel Merkur. In der Top-Ten-Liste der Allgemeinen Hotel- und Gastronomie-Zeitung (AHGZ) erschien das Hotel Merkur 1991 auf Platz 8 der besten Hotels Deutschlands.
Die Treuhandanstalt führte die Interhotels zunächst weiter, verkaufte sie aber später an Investoren. Am 1. Januar 1993 wurde das Interhotel Merkur zum Hotel InterContinental Leipzig und Teil der InterContinental Hotels Group. Zwischen 1993 und 1994 wurden insgesamt 43 Mio. DM in die Renovierung und den Umbau des Hauses investiert. Aus Anlass des 50-jährigen Bestehens von Inter-Continental Hotels & Resorts initiierte das Hotel 1996 die Umwelt- und Benefizaktion Ein Tag für Leipzig.
Ende 2002 wurde das Vier-Sterne-Hotel von der Westin-Kette übernommen; seit dem 1. Januar 2003 firmiert es als The Westin Leipzig. Am 28. April 2005 wurde unter der Leitung von Peter Maria Schnurr das Restaurant Falco in der 27. Etage eröffnet. 2007 erhielt das Gourmetrestaurant den ersten Michelin-Stern und 2008 wurde dem Falco der zweite Michelin-Stern verliehen. Es war damit das erste Restaurant in den neuen Bundesländern mit zwei Michelin-Sternen. Im November 2023 wurde die Schließung des Restaurants bekannt gegeben, da es sich wegen Fachkräftemangels und gestiegener Kosten nicht mehr trägt.
Anlässlich des 30-jährigen Hotel-Jubiläums (2011) veröffentlichte Bild Leipzig Einzelheiten aus der Stasi-Akte des Hotels Merkur mit „persönlichen Protokollen über käuflichen Sex, tollpatschige Spitzel und Hotelangestellte, die sogar die eigenen Kollegen verrieten“.
Im Oktober 2021 kam es zu einer medialen Diskussion um das Hotel. Der Sänger Gil Ofarim behauptete, von einem Mitarbeiter der Rezeption wegen seiner Halskette mit Davidstern antisemitisch behandelt worden zu sein (Davidstern-Skandal). Hunderte Menschen demonstrierten vor dem Hotel. Der Mitarbeiter erstattete eine Anzeige wegen Verleumdung gegen Ofarim sowie eine Anzeige wegen Bedrohung aufgrund von Posts in den sozialen Medien. Im Rahmen des im November 2023 stattgefundenen Prozesses gegen Ofarim beim Landgericht Leipzig gestand er, dass er die Vorwürfe erfunden habe und entschuldigte sich bei dem unberechtigt beschuldigten Mitarbeiter des Hotels. Zahlreiche Prominente, die die Entlassung des Mitarbeiters gefordert hatten, entschuldigten sich daraufhin ebenfalls bei ihm und dem Hotel.

## Direktoren
- 1981–1993: Günter Bragulla
- 1993–1996: Gerhard E. Mitrovits
- 1996–2001: Christian Fuchs
- 2001–2002: Andreas Obrist
- 2002–2004: Alexander Huschka
- 2004–2005: Joerg Potreck
- 2005–2016: Andreas Hachmeister
- 2016–2018: Tim Thivissen
- seit 2018: Andreas Hachmeister

## Auszeichnungen
- 2007 Restaurant des Jahres für das Falco
- 2007 erster Michelin-Stern für das Falco
- 2008 zweiter Michelin-Stern für das Falco